# MS Волос Вероники
MS Волос Вероники (лат. MS Comae Berenices), HD 105085 — тройная звезда в созвездии Волос Вероники на расстоянии приблизительно 288 световых лет (около 88,2 парсек) от Солнца. Возраст звезды определён как около 1,5 млрд лет.

## Характеристики
Первый компонент (HD 105085A) — жёлто-белая переменная звезда типа Гаммы Золотой Рыбы (GDOR) спектрального класса F0V*, или F2IV-V*, или F5. Видимая звёздная величина звезды — от +7,95m до +7,85m. Масса — около 1,606 солнечной, радиус — около 1,758 солнечного, светимость — около 6,285 солнечной. Эффективная температура — около 7079 K.
Второй компонент (HD 105085B) — жёлтый карлик спектрального класса G5:V*. Видимая звёздная величина звезды — +9,2m. Удалён на 0,2 угловой секунды.
Третий компонент — красный карлик спектрального класса M. Масса — около 373,46 юпитерианской (0,3565 солнечной). Удалён в среднем на 1,751 а.е..